# Sismonastia

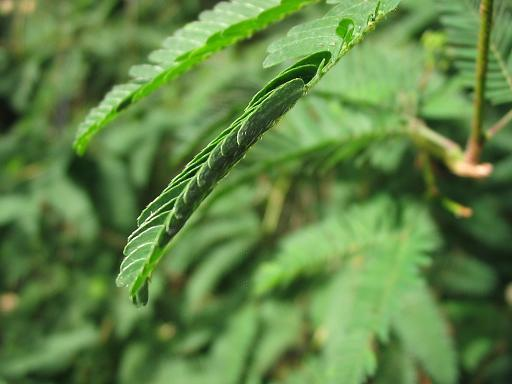
Sismonastia em Mimosa pudica.

Sismonastia (ou sismonastismo) ou tigmonastia (ou tigmonastia) é uma nastia (ou nastismo) provocada pela ação de um golpe ou sacudidela (ação mecânica), como se observa na dormideira (Mimosa pudica), que fecha suas folhas imediatamente após ser tocada.
Dessa forma, o toque que a planta recebe (que seria recebido como ameaça, pois a sismonastia é considerada um mecanismo de defesa) se propaga por varias partes da planta, gerando o fechamento de vários folíolos. 
A explicação para este evento é que a propagação do estimulo ocorre por condução elétrica (lembra o potencial de ação dos animais, porem, mais lento, cerca de 2 metros por segundo) que leva algumas células, localizadas na base de cada folha (uma área denominada pulvino) a perder água rapidamente. O  cálcio e o potássio, elementos que estão presentes nesta planta - são responsaveis por direcionar a água para fora da célula, levando-a para espaços entre as células por osmose, causando o fechamento, ou encolhimento. Este processo dura pouco tempo, depois as folhas abrem novamente.

## Tigmonastia
Tigmonastia ou Sismonastia é uma modalidade de nastia ou nastismo (respostas não-direcionais a estímulos exógenos) causada pela ação de um estímulo mecânico, como se observa na dormideira, cujas folhas se fecham imediatamente após um toque. Desta forma, a cada estímulo mecânico (toque, vento, chuva) que a planta recebe ela se fecha, pois algumas células especializadas (pulvino), localizadas na base do pecíolo de cada folha ou folíolo, perdem água rapidamente. Isto ocorre quando um potencial de ação, gerado pelo estímulo (toque), atinge os pulvinos e causa rápida liberação de potássio e açúcar no apoplasto; assim há perda de água pelas células motoras e o consequente curvamento das folhas. As folhas permanecem fechadas por pouco tempo, depois se abrem novamente.

## Vídeos
- Folhas de Mimosa pudica se fechando ao serem tocadas
- Folhas de Mimosa pudica se fechando ao serem tocadas
- Folhas de Mimosa pudica se fechando ao serem tocadas